# Pen and Sword Books
A Pen and Sword Books, estilizada como Pen & Sword, é uma editora britânica especializada na impressão e distribuição de livros de capa dura e brochura sobre história militar, militaria e outros assuntos de nicho, com foco principal no Reino Unido. A Pen and Sword tem mais de 6.000 títulos disponíveis impressos e também disponíveis para download em e-book. Lançando 500 novos títulos a cada ano sobre uma variedade de assuntos, faz parte do grupo de jornais Barnsley Chronicle.

## História
Os primeiros livros produzidos pela empresa foram em resposta à demanda do público, após uma série de artigos publicados semanalmente no Barnsley Chronicle. Dark Peak Aircraft Wrecks contou a história de locais de acidentes na área de Dark Peak, no Parque Nacional de Peak District, e uma outra reportagem semanal sobre a história de dois batalhões de Kitchener, conhecidos como Barnsley Pals, despertou o interesse público. Ao longo dos anos, esses livros foram reimpressos diversas vezes.
Dando continuidade ao sucesso dos livros Dark Peak e Barnsley Pals, vários livros de bolso sobre história local foram produzidos, juntamente com uma série de guias de campos de batalha. Battleground Europe se mostrou um sucesso e, à medida que mais títulos foram produzidos, a empresa tomou a decisão de lançar um braço editorial do grupo.
Quando a marca Leo Cooper ficou disponível, o Barnsley Chronicle a comprou; e a editora Pen and Sword foi fundada em 1990. Leo Cooper (1934–2013), falecido marido da romancista Jilly Cooper, estabeleceu uma reputação pela publicação de títulos de história militar. Leo Cooper aposentou-se mais tarde.
Pen and Sword expandiu seu assunto, ramificando-se para cobrir história naval e marítima, aviação, história local, história familiar, itens colecionáveis e antiguidades, nostalgia e crimes reais. Expandiu-se ainda mais para incluir transportes e ferrovias, ciência, arqueologia, exploração e memórias políticas. Em 2008, a Pen and Sword fez duas aquisições: a Frontline Books, que se concentra na história militar dos Estados Unidos; e a Seaforth Publishing, uma marca líder em história marítima.

## Séries selecionadas
- Aviation Heritage Trail – estórias, histórias e eventos por trás de famosas operações aéreas;
- Battleground Europe – mais de 100 guias de campos de batalha de períodos incluindo 1066, a Guerra das Rosas, a Guerra Civil Inglesa, as Guerras Napoleônicas, a Guerra Zulu, a Guerra dos Bôeres, Primeira Guerra Mundial e até a Segunda Guerra Mundial;
- Classics – livros que cobrem operações militares e histórias de muitos períodos diferentes ao longo da história;
- Cold War 1945–1991 – uma série de 19 livros (desde dezembro de 2020) documentando batalhas individuais ao redor do mundo durante o período de 1945 a 1991, conhecido como Guerra Fria;
- FlightCraft – 18 livros (desde dezembro de 2020) com foco em aeronaves militares significativas do Reino Unido, Alemanha, Estados Unidos da América e Rússia; principalmente durante o início da Guerra Fria;
- History of Terror – uma série de 15 livros (desde dezembro de 2020) documentando episódios significativos de terror dos últimos dois milênios; os títulos incluem: Emperors of Rome: The Monsters, detalhando os "maus" imperadores romanos de 14 a 548 d.C.[a]; Irgun, sobre os sionistas fanáticos que desejavam converter o Mandato da Palestina e a Transjordânia em um Estado judeu independente de 1931 a 1948[b]; Northern Ireland: The Troubles, uma documentação íntima das operações paramilitares na ilha da Irlanda e da busca para eliminá-las, num período conhecido como "Os Problemas", de 1968 a 1998[c]; e Al Qaeda in the Islamic Maghreb, sobre as insurgências da al-Qaeda no Afeganistão, Iraque, Síria e Iémen, juntamente com grupos jihadistas dissidentes na África Ocidental e na Europa, desde 2007[d];
- Holt's Guidebooks – visão geral de livros de informações gerais com mapas, memoriais, descrições de campos de batalha e resumos focados em turismo cobrindo diversas campanhas militares da Primeira e Segunda Guerra Mundiais;
- Napoleonic Library – uma série de 27 livros (desde dezembro de 2020) dedicados às pessoas, equipamentos e batalhas das Guerras Napoleônicas;
- Pals – narrativas que documentam as vidas de amigos, camaradas e companheiros, que se uniram nos mesmos batalhões para servir ao rei e ao país durante a Grande Guerra;
- ShipCraft – uma série de 30 livros (desde dezembro de 2020) documentando navios de guerra militares, cruzadores, contratorpedeiros, fragatas, escuna e porta-aviões; junto com os grandes navios de passageiros, como o Titanic e seus irmãos;
- TankCraft – 28 livros (desde dezembro de 2020) documentando em detalhes significativos os veículos de guerra sobre lagartas comumente conhecidos como tanques; da Grã-Bretanha, Alemanha e Estados Unidos;
- Warships of the Royal Navy – estórias por trás dos famosos navios da Marinha Real (RN), desde as Guerras Napoleônicas até os conflitos militares contemporâneos;
- Images of War – uma grande série de 243 livros (desde dezembro de 2020) de fotografias raras de arquivos de guerra de todos os assuntos militares globais possíveis, de animais e aeronaves até a Waffen-SS e Winston Churchill; incluindo campos de concentração e de extermínio, batalhas individuais, esquadrões, batalhões e divisões, as pessoas e os equipamentos que pilotavam, navegavam e operavam, em terra, no ar e no mar; em todos os teatros de guerra desde a Primeira Guerra Mundial; tudo com legendas e referências detalhadas;
- Shot in the Tower: the story of the spies executed in the Tower of London during the First World War.